# Padlí jabloňové
Padlí jabloňové je houbová choroba rostlin způsobená houbou Podosphaera leucotricha, napadající především jabloně. Je to velmi častá choroba jabloní. Některé odrůdy (Idared, Jonathan, Průsvitné letní) jsou k padlí silně náchylné, na jiných se vyskytuje zřídka. Způsobuje bělavý povlak na listech na koncích letorostů. Padlí prakticky nenapadá plody a když už jsou plody napadené způsobuje jim spíš estetické poškození - rzivost slupky. Pravidelně silně napadené stromy mají malé přírůstky dřeva i sníženou plodnost. Padlí jabloňové může způsobit výrazné snížení výnosů. Při dlouhodobějším zanedbání ochrany dochází k tvorbě malých listů, redukci přírůstků, zmenšení velikosti plodů a zejména u náchylných odrůd k silnému zasychání větví a postupnému chřadnutí celých stromů.

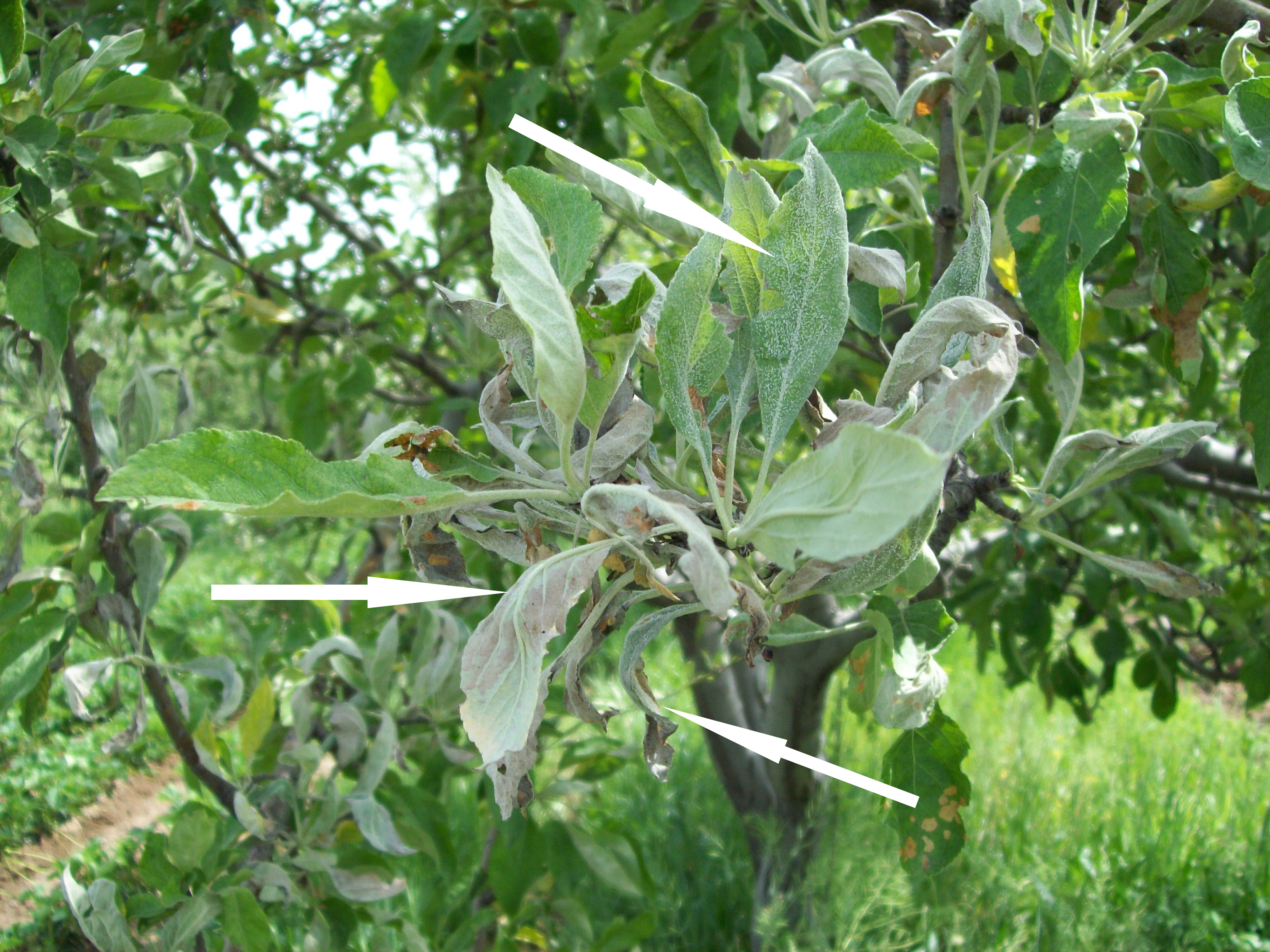
Padlí u jabloně 'Пскентское №3'.

## Příznaky
Po vyrašení pupenů letorosty zakrňují, listy jsou úzké, mírně ztlustlé a lodičkovitě prohnuté. Vytváří se na nich bílý povlak, vypadají jako pomoučené. Jsou pokryty myceliem, které se rychle vyvíjí. Takto napadené části stromu se dále nevyvíjejí a mohou i uschnout. Sekundárně infikované listy již nemění tvar, ale jsou pokroucené a infikovaná místa mají nádech do fialova. Silněji napadené části hnědnou a zasychají. Symptomem padlí jabloňového jsou výhony pokryté bělavým popraškem a bezlisté, takzvané svícovité výhony. 
Napadené květní pupeny jsou deformované, pomoučené a kvetení se opožďuje. Korunní i kališní lístky jsou ztloustlé, korunní listy zelenavé, tyčinky srůstají, pyl neklíčí, květy zasychají a opadávají. Pokud je infikována stopka nebo základ plůdku, dochází k šíření infekce na plody. Mladé rozvíjející se plody mohou být rovněž pokryty bělavým povlakem. Choroba se u náchylných odrůd projevuje hnědnutím buněk. Na plodu se vytváří korkovitá síť  (mramorovitá korkovitost, rzivost), takto poškozená pletiva mohou praskat a deformovat se. 

## Vývojový cyklus
Houba přezimuje myceliem v pupenech, ze kterých se v následujícím roce šíří. Mycelium prorůstá infikovanými pupeny a ve stádiu růžového poupěte vytváří na povrchu listů spóry které jsou roznášeny na další listy a plody a způsobují vznik primární infekce. Infekce většinou začíná od období 7–10 dnů před květem a končí v červenci. Pro rozvoj infekce je třeba vyšší teploty a vyšší nebo kolísavé vzdušné vlhkosti.  Sekundární infekce pokračuje přes léto dokud pokračuje růst terminálního pupenu.  Při sekundární infekci vyvinutých listů vznikají světle zelené neohraničené skvrny, obvykle jen s nenápadným porostem podhoubí. V závěru léta, zejména za teplého počasí, se v porostech podhoubí vytvářejí tmavá, kulatá, 0,1 mm velká kleistotecia s jedním vřeckem a askosporami. Pro přezimování a další šíření choroby nemají podstatný význam.

## Ochrana rostlin

### Prevence
Používat rezistentní odrůdy. Některé odrůdy rezistentní proti strupovitosti jsou náchylné na padlí. Je doporučeno provádět pravidelný průklest, vybrat vhodné stanoviště (ne vlhké a se sníženým pohybem vzduchu) a dbát o správnou a vyváženou výživu, zejména nepřehnojovat dusíkem.

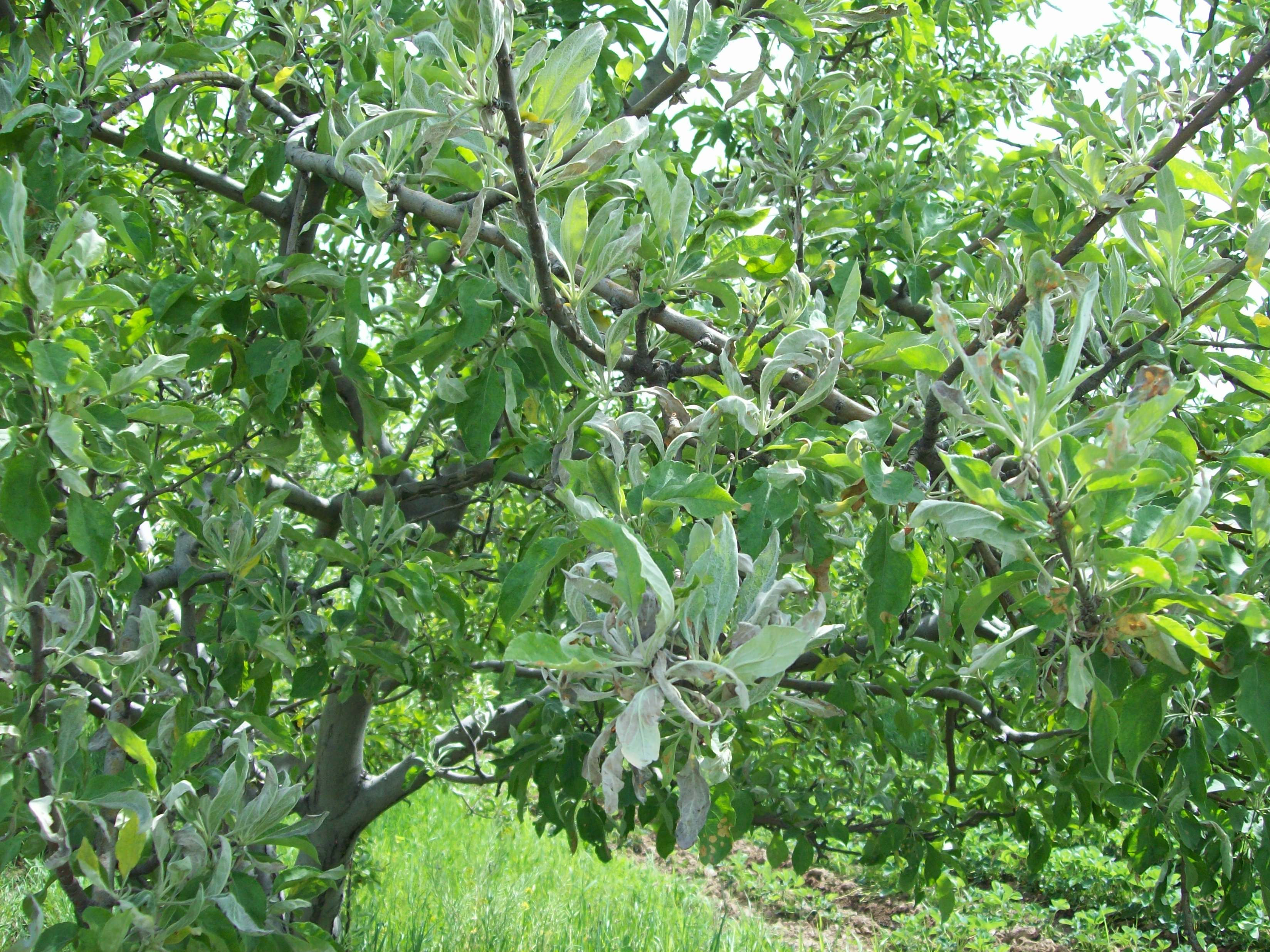
Pohled na poměrně silně napadenou korunu stromu.

### Ošetření při výskytu
Aplikací fungicidů lze léčit pouze letorosty a základy plůdků, které se vyvíjí ze zdravých pupenů. Nejúčinnější ochranou je odstranění infikovaných výhonů. Chemickou ochranu provádíme prvně 1-2 týdny před květem a poté podle přípravku a intenzity výskytu několikrát opakujeme až do července.